# Martin Parker
Martin Parker († wohl um 1656) war ein englischer Balladenschreiber. In den 1640er Jahren unterstützte er in seinen Schriften die Sache des Königs Karl I. in dessen Konflikt mit dem Englischen Parlament.

## Leben
Über das Leben von Martin Parker ist wenig bekannt. Er scheint vor allem in London gelebt zu haben, da seine Schriften meist ein Gepräge großstädtischer Kultur tragen. Vielleicht war er zunächst Gastwirt. Seine zahlreichen Balladen, denen er seinen Ruhm verdankt, waren zu seiner Zeit in ganz England weit verbreitet. Die früheste erhaltene Ballade, die seine Initialen als Autornamen trägt und von einem Mord in Cornwall handelt, wurde um 1624 gedruckt. Im Januar 1629 musste er sich in London als Bänkelsänger und Landstreicher mit anderen Personen wegen seiner mutmaßlichen Verwicklung in einen Diebstahl verantworten, wurde jedoch gegen Kaution freigelassen. Sein letztes Werk dürfte ein 1647 gedrucktes Balladenbüchlein gewesen sein. Er starb wahrscheinlich kurz vor 1656, da in diesem Jahr eine Spottelegie auf ihn verfasst wurde.

## Werk
Knapp 100 erhaltene Balladen und Gedichtbändchen werden Martin Parker zugeschrieben, meist solche, die seinen Namen oder seine Initialen tragen. Der Umfang seines Œuvre ist indessen nicht genau bekannt, da ein gewiefter Buchhändler wie Francis Grove Parkers Initialen aufgrund des kommerziellen Werts des Autors den Werken anderer Männer angefügt haben könnte. In seinem sehr persönlich gehaltenen Werk The Poet’s Blind Man’s Bough, or, Have among you my blind harpers (1641) betont Parker, dass Literaten Verantwortung für ihre Arbeiten übernehmen sollten, und verrät durch Anspielung auf frühere bedeutende Poeten wie Geoffrey Chaucer eine sonst in seinen Versen nicht sichtbare Kenntnis der früheren literarischen Tradition.
In seinen frühen Balladen wie The Desperate Damsell‘s Tragedy, or, The Faithless Young Man (um 1630), die in dem für dieses Genre üblichen Versmaß verfasst sind, erzählt Parker moralisierende Geschichten über unbeständige Männer und geduldige Frauen. Sie wurden durch Flugschriften (sog. Broadsides), die durch Holzschnitten illustriert waren, verbreitet. Parker behandelt in seinen Balladen auch aktuelle Themen; so bringt er in Lord have Mercy upon Us (1636) Todesstatistiken der vorangegangenen Pest-Jahre und referiert in A Lamentable Relation of a Fearful Fight at Sea, Between the Spaniard and the Hollander (1639) damals vorgefallene Kriegsereignisse. Er verfasste auch sog. Chapbooks, kleine gedruckte Gedichtbändchen, wobei der Übergang zu den Balladen fließend war. Zu seinen diesbezüglichen Werken gehört u. a. An Abstract of the History of the Renounded Maiden Queen Elizabeth (1631). In der angeblich aus den zuverlässigsten englischen Chroniken zusammengetragenen True Tale of Robin Hood (um 1632) identifiziert Parker in Anlehnung an die von Anthony Munday und Henry Chettle verfassten einflussreichen Dramen The Downfall and Death of Robert, Earl of Huntington (1601) den legendären Räuber Robin Hood mit den genannten Earl.
Während Parkers frühen Balladen weder seine politischen noch religiösen Ansichten zu entnehmen sind, verrät er in seinen in den 1640er Jahren entstandenen Schriften Sympathien für die Partei des mit dem englischen Parlament in Konflikt liegenden Königs Karl I. sowie eine antischottische Tendenz. In seinem Werk An exact description of the manner how his majesty went to the parliament, the thirteenth day of April (1640) referiert er etwa über die Eröffnung des Kurzen Parlaments. In der Ballade Britains Honour (1640) verletzte er mit seiner Erzählung, wie zwei tapfere Waliser gegen 15.000 Schotten kämpften, den schottischen Nationalstolz. Diese Werke riefen zwei polemische Gegenschriften hervor. In der einen, The Popish Proclamation (1641), wird er des Papismus geziehen, eine damals häufig gegen Anhänger des Königs vorgebrachte Anschuldigung. Im zweiten gegen ihn gerichteten, anonym erschienen Pamphlet, Vox Borealis, or, The Northern Discovery (1641). wird vom Misserfolg mehrerer Balladenschreiber gesprochen und angedeutet, dass Parker wegen der Inhalte seiner Schriften in Auseinandersetzungen mit dem Langen Parlament geriet und ursprünglich ein Gastwirt war.
In der Folge wurde Parker ein Symbol königlicher Loyalität. In seiner berühmtesten, mit ziemlicher Sicherheit ihm zuschreibbaren Ballade When the king enjoys his own again (verfasst nach 1644) bedauert er die durch den Bürgerkrieg zwischen den Anhängern Karls I. und den Truppen des Parlaments im Land entstandenen Schäden und freut sich auf die von ihm erhoffte Wiedereinsetzung des Königs auf den Thron. Die erste Anspielung auf diese Ballade findet sich in dem 1647 entstandenen Werk Gossip’s Feast; danach wurde in der royalistischen Propaganda häufig auf sie Bezug genommen.
In den späteren 1640er Jahren ging Parkers literarische Produktivität merklich zurück. Einige ihm feindselig gegenüberstehende zeitgenössische Zeitungen, die zu den frühesten Journalen in England gehörten, legen seine Mithilfe bei der Herausgabe des polemischen royalistischen Magazins Mercurius Melancholicus nahe. Allerdings sind ihre Angaben zweifelhaft. Die im Jahr 1656 auf ihn verfasste Spottelegie Death in a New Dress, or, Sportive Funeral Elegies, deren Verfasser seine Initialen als S. F. angibt, lässt darauf schließen, dass Parker schon eine gewisse Zeit vor diesem Datum verstorben war. Sein Ruhm hielt aber noch an; der einflussreiche Dichter und Literaturkritiker John Dryden lobte ihn als besten Balladenschreiber seiner Zeit. Vor allem seiner berühmtesten Ballade When the king enjoys his own again wurde zur Zeit der Stuart-Restauration (1660) gedacht, und es kamen damals mehrere Neudrucke dieses Werks heraus. Nach der Glorious Revolution von 1688/1689, durch die sich das parlamentarische Regierungssystem im Vereinigten Königreich endgültig durchsetzte, wurde Parkers Ballade ein beliebtes Lied der Jakobiten und blieb auch noch in der ersten Hälfte des 18. Jahrhunderts in Mode.